# Райкин, Андрей Максович
Андрей Максович Райкин (род. 11 августа 1958, Москва) — российский журналист, режиссёр, сценарист, продюсер. Шеф-редактор Службы информационного вещания телеканала «Культура». Племянник Аркадия Райкина и двоюродный брат Константина Райкина.

## Биография
Родился 11 августа 1958 года в Москве в семье актёра Макса Ициковича Райкина. В 1980 году окончил Международное отделение Факультета журналистики МГУ им. Ломоносова. Уже во время обучения в Университете начал работать в службе Иновещания Гостелерадио СССР, в главной редакции радиостанции «Мир и прогресс». За время работы в Службе иновещания прошёл путь от редактора на Азию и Африку до продюсера Службы вещания на англоязычные страны.
В 1991 году в качестве приглашённого лектора читал лекции в Кембридже и Эдинбурге по культурологии. В качестве специального корреспондента освещал различные события в Великобритании, Швеции, Германии, Монголии, Египте, прибалтийских республиках, на Тайване. Также сотрудничал с BBC и рядом других иностранных печатных изданий.
В 1997 году стал главным редактором программ Госкомитета по телевидению и радиовещанию на Иновещании Гостелерадио СССР («Радио Москвы»). С октября по декабрь 1997 года работал в газете «Новые известия» обозревателем отдела политики. До сентября 1998 года был директором Центра издательских программ Института гуманитарных коммуникаций и консультантом Гостелеканала «Культура». Через некоторое время был назначен редактором службы информационного вещания канала. В 2004—2005 годах руководил творческой авторской мастерской при Союзе журналистов России.
Андрей Райкин является шеф-редактором Службы информации государственного телеканала «Культура». Также является руководителем семинаров «Театральная тележурналистика» на факультете журналистики МГУ им. М. В. Ломоносова и театроведческом факультете РАТИ (ГИТИС).

## Личная жизнь
Супруга — Марина Александровна Райкина (род. 15 октября 1957 года), театровед, кинокритик, телеведущая. Есть сын.

## Фильмография

### Режиссёрские работы
- 2006 — «Такая вот жизнь» (д\к фильм)
- 2007 — «Кухня Людмилы Ивановны» (д\к фильм)
- 2007 — «Классная дама» (д\к фильм)
- 2009 — «Марш энтузиастов» (д\к фильм)
- 2014 — «Вознесение. Онежские страницы» (д\к фильм, совместно с Татьяной Карклит)
- 2015 — «Монологи о мышах, ветряках и пирожках с небом» (д\к фильм)
- 2016 — «...Из тишины или Vista Live» (д\к фильм)
- 2017 — «Тринадцать метров любви» (д\к фильм)
- 2018 — «Из круглого в квадратное через Эверест» (д\к фильм)
- 2019 — «Дорога не скажу куда...» (д\к фильм)

### Сценарные работы
- 2000 — «Дом Нирнзее»
- 2002 — «Безумный красный дом»
- 2003 — «Ольгин народ»
- 2004 — «Колокольная профессия»
- 2004 — «Игры с драконом»
- 2004 — «Инспектор Завен»
- 2005 — «Переменчивое постоянство»
- 2005 — «Тайвань — остров удивления»
- 2006 — «Образы воды»
- 2006 — «Такая вот жизнь» (д\к фильм)
- 2007 — «Кухня Людмилы Ивановны» (д\к фильм)
- 2007 — «Классная дама» (д\к фильм)
- 2009 — «Марш энтузиастов» (д\к фильм)
- 2014 — «Вознесение. Онежские страницы» (д\к фильм, совместно с Татьяной Карклит)
- 2015 — «Монологи о мышах, ветряках и пирожках с небом» (д\к фильм)
- 2016 — «...Из тишины или Vista Live» (д\к фильм)
- 2017 — «Тринадцать метров любви» (д\к фильм)
- 2018 — «Из круглого в квадратное через Эверест» (д\к фильм)
- 2019 — «Дорога не скажу куда...» (д\к фильм, совместно с Никитой Мошковым)

### Продюсерские работы
- 1998 — «Нашей памятью в те края»
- 1999 — «Пушкинская Москва»
- 1999 — «С Пушкиным на дружеской ноге»
- 1999 — «Щелыково»
- 2000 — «XX век. Монологи под занавес»
- 2001 — «По царской дороге сквозь века»
- 2002 — «История конкурса им. Чайковского»
- 2003 — «СНГ. Хождение по музам»
- 2005 — «Обыкновенные вещи»
- 2006 — «Такая вот жизнь» (д\к фильм)
- 2007 — «Кухня Людмилы Ивановны» (д\к фильм)
- 2007 — «Классная дама» (д\к фильм)
- 2009 — «Марш энтузиастов» (д\к фильм)
- 2014 — «Вознесение. Онежские страницы» (д\к фильм, совместно с Татьяной Карклит)
- 2015 — «Монологи о мышах, ветряках и пирожках с небом» (д\к фильм)
- 2016 — «...Из тишины или Vista Live» (д\к фильм)
- 2017 — «Тринадцать метров любви» (д\к фильм)
- 2018 — «Из круглого в квадратное через Эверест» (д\к фильм)
- 2019 — «Дорога не скажу куда...» (д\к фильм)

Всего более 50 работ, созданных и показанных по телеканалу «Культура».